# Intressedispens
Intressedispens, tidigare regel som tillät överklagande till Högsta domstolen i vissa fall.
Enligt 30:e kap. 13:e § andra punkten Rättegångsbalken (se t.ex. 1920 års lagbok) ägde part i fall, då på grund av bestämmelserna om summa revisibilis eller andra i lagrummet nämnda stadganden hovrätts utslag inte fick överklagas, söka konungens tillstånd till talans fullföljande, där han visar, att sådant för honom skulle ha synnerlig betydelse utöver det mål som det handlar om. 
Sådant tillstånd benämndes ofta intressedispens. 
Angående prövningen av sådan ansökan gäller vad som står i artikeln fattigdispens sagts om den dispensansökan, som där avses; för bifall till ansökan behövdes dock att två ledamöter av dispensavdelningen i Högsta domstolen röstade för bifall.